# Collectables by Ashanti
Collectables by Ashanti é um álbum de compilação da cantora americana Ashanti, lançado no dia 6 de Dezembro de 2005, pelas gravadoras Murder Inc. e Def Jam.
| Críticas profissionais                                                      | Críticas profissionais |
| Avaliações da crítica                                                       | Avaliações da crítica  |
| Fonte                                                                       | Avaliação              |
| --------------------------------------------------------------------------- | ---------------------- |
| Allmusic                                                                    | [ 2 ]                  |
| Esta tabela precisa de ser acompanhada por texto em prosa. Consulte o guia. |                        |

## Faixas
| Edição padrão |                                                                    |         |  |
| N.º           | Título                                                             | Duração |  |
| 1.            | "Still on It" (com Paul Wall e Method Man)                         | 3:49    |  |
| 2.            | "Only U" (Remix com Caddillac Tah, Merce, Ja Rule e Black Child)   | 4:12    |  |
| 3.            | "I Love You"                                                       | 4:22    |  |
| 4.            | "Rain on Me" (Remix com Ja Rule, Charli Baltimore e Hussein Fatal) | 5:15    |  |
| 5.            | "Still Down" (Remix)                                               | 4:36    |  |
| 6.            | "Show You"                                                         | 3:30    |  |
| 7.            | "I Found It in You"                                                | 3:36    |  |
| 8.            | "Breakup 2 Makeup" (Remix com Black Child)                         | 3:44    |  |
| 9.            | "Rock wit U (Awww Baby)" (Remix)                                   | 3:52    |  |
| 10.           | "Focus" (Remix com Free)                                           | 3:27    |  |

## Desempenho
| Tabelas musicais (2005)             | Melhor posição |
| ----------------------------------- | -------------- |
| Estados Unidos - Billboard 200      | 59             |
| Estados Unidos - R&B/Hip-Hop Albums | 10             |